# Sinagoga Beth Meir di Bastia

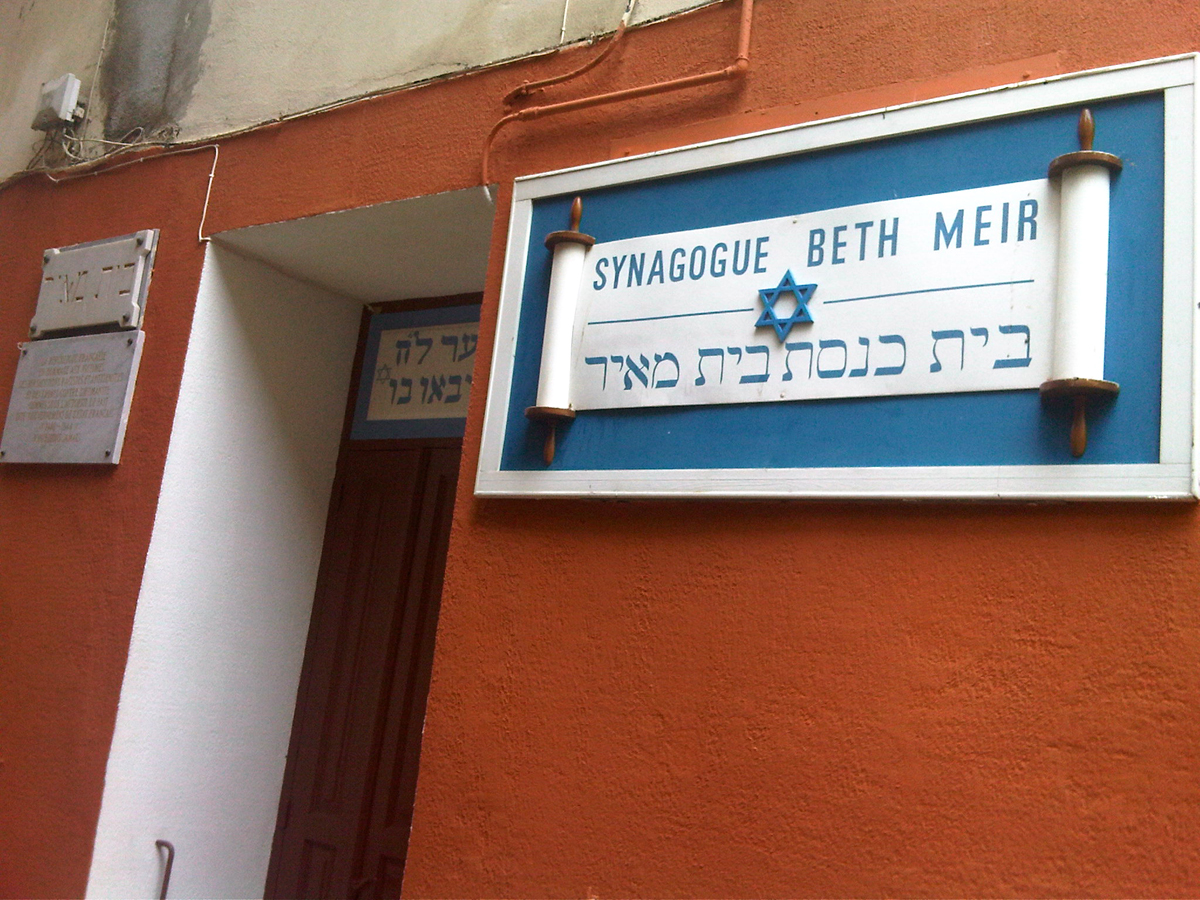
Ingresso della sinagoga Berth Meir di Bastia

La Sinagoga Beth Meir de Bastia è un luogo di culto ebraico situato in 3 rue du Castagno a Bastia, in Corsica. È membro del Concistoro Centrale Israelita di Francia.

## Storia

### La prima guerra mondiale e la nascita della sinagoga
Durante la prima guerra mondiale, famiglie ebree dalla Siria e dal Libano su mandato francese arrivano in Corsica, spinte dalle devastazioni della campagna del Sinai e della Palestina guidata dagli eserciti dell'Impero ottomano e dell'Impero tedesco. Si stabilirono nei grandi centri della costa, a Bastia e Ajaccio dove trovarono alcune famiglie ebree livornesi.
Nel 1915 all’inizio della Prima Guerra Mondiale Toledano con 700 ebrei fuggirono a Creta, dove rimasero sei mesi e furono espulsi dai greci.
Nel dicembre del 1915 sbarcarono ad Ajaccio 740 ebrei detti “siriani”, Toledano si trasferì a Bastia con 350 ebrei e divenne rabbino della locale comunità. In quattro anni nella comunità si registrarono 109 nati, 70 deceduti, 35 matrimoni e due divorzi.
Nel 1920 250 ebrei decisero di rimanere nell’isola e 600 compirono l'Aliyah, tra cui il rabbino Toledano che nel frattempo aveva ottenuto la cittadinanza francese e il permesso di tornare a Tiberiade.
La sinagoga di Bastia nasce nel 1934 in un appartamento del centro storico. Il suo nome, Beth Knesset Beth Meir, (in ebraico: בית כנסת בית מאיר) si riferisce a Rabbi Meir, uno dei dottori della Mishnah.

### Seconda guerra mondiale
Durante la seconda guerra mondiale, quando 80.000 soldati italiani e 15.000 tedeschi occuparono l'isola e, come altrove, lettere di denuncia degli ebrei, parte dei fedeli della sinagoga furono internati ad Asco da maggio a settembre 1943. Ma nessuno fu deportato nei campi di sterminio nazisti nel continente, e quando la Corsica fu liberata dai membri della resistenza corsi aiutati dalle truppe italiane del generale Giovanni Magli che, dopo essersi unito agli alleati dopo l'armistizio di Cassibile, l'Esercito di Liberazione francese e dopo la liberazione di Ajaccio il giorno 8 settembre 1943, il generale Giraud di propria iniziativa dall'11 settembre 1943 ha inviato i Goumier e il 1º Reggimento di Tirailleurs marocchini, il 4 ottobre 1943 la Corsica viene liberata e i prigionieri liberati.

### Dal secondo dopoguerra ad oggi
Il rabbino Méir Tolédano, nato nel 1889 a Bastia, vi ha officiato dal 1920 fino alla sua morte nel 1970.